# BR-480
A BR-480 é uma rodovia de ligação brasileira que tem início no município de Pato Branco, no Paraná e segue até encontrar com a BR-153, próximo a Erechim. No seu trajeto, passa pela cidade de Xanxerê, onde há um entroncamento com a BR-282,  que corta o estado de Santa Catarina. Segue traçado da BR-282 até se tornar acesso da BR-282 a Chapecó num trecho duplicado de 7 Km.
Faz a ligação entre os estados de Rio Grande do Sul e Santa Catarina através da cidades de Erval Grande, no lado gaúcho, e Chapecó, no lado catarinense - ponto a partir do qual é administrada pelo estado de Santa Catarina passando a ser denominada SC-480 e também sendo no trecho do entroncamento com BR-282, passando por Bom Jesus a São Lourenço do Oeste.